# Michelle Kwan
Michelle Wingshan Kwan (关颖珊; 關穎珊) (Torrance, Califòrnia, 7 de juliol de 1980 a) és una patinadora artística estatunidenca.
En la seva trajectòria esportiva ha obtingut dues medalles en els Jocs Olímpics (plata en 1998 i bronze en 2002), campiona del món en cinc ocasions (1996, 1998, 2000, 2001 i 2003) i nou vegades en el Campionat de patinatge sobre gel dels Estats Units (1996 i de 1998 a 2005)
Kwan ha competit en un alt nivell durant una dècada i és la patinadora que més premis ha recollit en la història nord-americana. És coneguda per la seva consistència i expressivitat en la pista de patinatge en el gel a l'una que considerada una de les millors patinadores de tots els temps.
Durant més d'una dècada, Kwan ha estat considerada una de les atletes femenines més populars del país, prova d'això són els podis, fins i tot després d'haver-se retirat. Al llarg de la seva carrera.

## Biografia

### Primers anys i educació
Nascut a Torrance, Califòrnia, Kwan va ser el tercer fill de Danny Kwan i Estella Kwan, immigrants xinesos de Hong Kong. El seu pare era natural de Canton i va emigrar de Hong Kong a Califòrnia el 1971. Kwan va créixer parlant cantonès i anglès a casa.
L'interès de Kwan pel patinatge artístic va començar als cinc anys quan va seguir els seus dos germans grans (el jugador d'hoquei sobre gel Ron i la patinadora artística Karen) al gel. La Karen i la Michelle van començar a entrenar seriosament quan Michelle tenia uns vuit anys. Entrenaven de tres a quatre hores al dia, es despertaven a les 4:30 i arribaven a la pista a les 5:00 per patinar abans de l'escola, i després tornaven a la pista just després de l'escola per tornar a patinar. Pagar la pista de patinatge va provocar dificultats econòmiques per a la família de classe treballadora de Kwan. Quan Kwan tenia deu anys, la seva família ja no es podia permetre un entrenador, però un company del Los Angeles Figure Skating Club els va oferir assistència econòmica que els va permetre entrenar al Centre d'entrenament internacional del Ice Castle a Lake Arrowhead, Califòrnia. 
Kwan va assistir a l'escola primària Soleado a Palos Verdes, Califòrnia, però va abandonar l'escola pública per ser educada a casa el 1994, quan estava a 8è. Després de graduar-se a Rim of the World High School el 1998, Kwan va anar a la Universitat de Califòrnia, Los Angeles (UCLA) durant un any.
A la tardor de 2006, es va traslladar a la Universitat de Denver. Kwan va esmentar que la seva assistència a Denver va marcar un punt d'inflexió important a la seva vida. Va passar de tenir tutors des de 7è i ser patinadora a temps complet a fer-se estudiant a temps complet. Durant les seves primeres setmanes a Denver, va haver d'utilitzar crosses a causa d'una cirurgia de maluc.
Poc després de la seva arribada a Denver, Kwan es va dedicar a estudis internacionals. Condoleezza Rice, l'antiga secretària d'Estat, va nomenar Kwan com a enviada inaugural de la diplomàcia pública nord-americana. La seva funció era fomentar una millor comprensió d'Amèrica compartint la seva història personal mitjançant diàlegs interculturals amb estudiants internacionals.
Kwan va esmentar els reptes d'equilibrar els viatges i l'escola, explicant casos en què va haver de fer exàmens al campus poc després de tornar d'un vol de 15 hores. Va aplicar els coneixements adquirits a la seva aula als seus esforços internacionals.
El juny de 2009, es va graduar a la Josef Korbel School of International Studies de Denver amb una llicenciatura en estudis internacionals i una menció en ciències polítiques. El 2009, va començar els estudis de postgrau en relacions internacionals a la Fletcher School of Law and Diplomacy de la Universitat de Tufts i es va graduar el 2011. El 8 de maig de 2010, va ser guardonada amb un doctorat honorari en lletres humanes del Southern Vermont College.

### Carrera

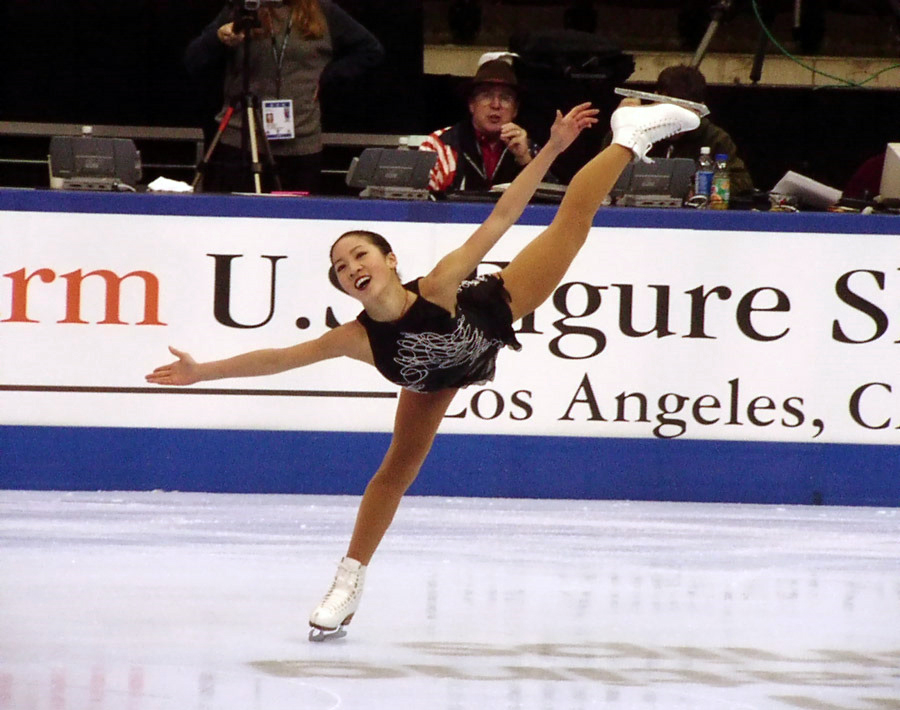
Michelle Kwan realitzant la seva espiral distintiva en una sessió d'entrenaments al Campionat dels Estats Units de patinatge artístic de 2002

Kwan va guanyar cinc Campionats del Món (1996, 1998, 2000, 2001, 2003), empatant amb Carol Heiss (1956–1960) en títols mundials per un nord-americà. Les nou medalles mundials de Kwan són el rècord de tots els temps per a una patinadora nord-americana en qualsevol disciplina. L'única patinadora individual femenina amb més títols mundials o medalles és Sonja Henie de Noruega. Kwan va guanyar nou campionats dels Estats Units (1996, 1998–2005), empatant el rècord de més victòries establert per Maribel Vinson-Owen (1928–1933, 1935–1937). Té el rècord de més títols consecutius dels EUA (vuit) i de més medalles consecutives de campionats dels EUA (dotze). També va guanyar la medalla de plata als Jocs Olímpics de Nagano de 1998 i la medalla de bronze als Jocs Olímpics de Salt Lake City de 2002. Kwan ha rebut un total combinat de 57 notes perfectes (6.0s) a les principals competicions, el rècord d'individuals sota l'antic sistema 6.0.

#### Primeres competicions
El 1991, Michelle Kwan i la seva germana Karen van començar a entrenar amb Frank Carroll a Lake Arrowhead, Califòrnia. Després d'un any entrenada per Carroll, Michelle, d'11 anys, va ocupar la 9a posició a nivell júnior al Campionat dels Estats Units de patinatge artístic. Amb 12 anys l'any 1992, Michelle va passar la prova d'or per fer-se patinadora artística de nivell sènior malgrat la desaprovació del seu entrenador. El 1993, Kwan va acabar sisena als seus primers campionats sèniors dels Estats Units. La temporada següent, va guanyar el Campionat del Món júnior de 1994.
El 1994, Kwan va acabar segona després de Tonya Harding als Campionats dels Estats Units, que normalment l'haurien col·locat a l'equip nord-americà als Jocs Olímpics de 1994 a Lillehammer, Noruega. En canvi, aquest lloc va ser per la campiona nacional de 1993 Nancy Kerrigan, després d'una sessió d'entrenaments en aquells campionats. Kwan, de 13 anys, va anar a Noruega com a suplent però no va competir. Kerrigan i Harding van abandonar la competició elegible abans dels Campionats del Món de 1994. A causa d'això (i la seva companya d'equip Nicole Bobek no va sortir de la ronda de classificació), Kwan tenia l'única responsabilitat d'assegurar dues inscripcions per als Estats Units als Campionats del Món de 1995 col·locant-se entre els deu primers. Kwan va tenir un error inusual en el programa curt i es va situar onzè en aquesta part de la competició, però va patinar un fort programa d'estil lliure i va acabar vuitena a la general.
Als Campionats dels Estats Units de 1995, Nicole Bobek va guanyar la medalla d'or, mentre que Kwan va tornar a ocupar el segon lloc després de lluitar amb el seu salt de lutz tant en el programa curt com en el patinatge lliure. Als Campionats del Món de 1995, Kwan va quedar en cinquè lloc després del programa curt. Va patinar l'última en el patinatge lliure, donant la millor actuació de la seva carrera fins a aquest moment, completant els set triples salts, i demanant alegria i entusiasme. Va acabar en tercera posició en patinatge lliure, per darrere de Chen Lu de la Xina, que va quedar en primer lloc, i la patinadora francesa Surya Bonaly, que va quedar segona. Kwan va ocupar el quart lloc de la general, per darrere de la nord-americana Nicole Bobeck, que va ocupar la tercera posició de la general, tot i que va quedar en quarta posició en patinatge lliure i malgrat l'execució exitosa de Kwan dels seus salts, que van quedar segons en dificultat per darrere dels de Bonaly.

#### Desenvolupament artístic i Jocs Olímpics de 1998
Kwan va començar a desenvolupar un estil més madur durant la temporada de 1995. Va utilitzar Romanza per al seu programa curt i en el seu patinatge lliure, música de Salomé's dance de la partitura de la pel·lícula Rei de reis de Miklós Rózsa i The Dance of the Seven Veils de l'òpera de Richard Strauss Salomé, ambdues peces que representen la història bíblica de Salomé seduint el rei Herodes. També va millorar la seva tècnica d'extensió, velocitat i salt, i va actuar amb coreografies més difícils. Carroll va defensar la seva decisió de fer que Kwan semblés més madura afirmant que donava als jutges el que volien, dient: «Els jutges estaven buscant la campiona del món femenina, no la campiona femenina del món».
Tant en les seves pràctiques com durant la seva actuació a Skate America, Kwan portava els cabells amb un monyo en lloc d'una cua de cavall i portava un maquillatge teatral pesat, incloent pedreria enganxada a prop dels ulls. La seva disfressa consistia en «un vestit morat de màniga curta amb un teixit de color carn amb pedreria i escots al davant profund i negre, adornat amb elaborats patrons florals de lluentons daurats i pastels brillants». Segons l'escriptora Ellyn Kestnbaum, Kwan es va inspirar més en la música que en la narrativa, que tal com va criticar Kestnbaum, va revelar Kwan com un ésser sexual. Kestnbaum va declarar, però, que li va costar construir una narració lineal sobre la seductora Salomé, però que els moviments de Kwan «podrien representar millor una dona jove que s'aventura al món amb confiança, trobant pèrdua i confusió, però finalment trobant pau i triomf».  Kestnbaum també va afirmar que els moviments de Kwan al programa evocaven imatges d'un Orient Mitjà sensual, luxós i exòtic.
El patinatge lliure de Kwan constava de set triples salts executats amb èxit, inclosos dos salts triples de Lutz, un dels quals es va fer en combinació i es va estrenar a Skate America i l'altre precedit per passos complicats. Altres elements, com la complexitat dels seus passos que connectaven aquests elements i l'originalitat i varietat de les seves posicions de gir, també van contribuir a la dificultat i l'art del programa. Kestnbaum insisteix que l'augment de la velocitat de Kwan, el fort debut del seu triple-triple salt i la seva millora d'equilibri, precisió i postura «diuen més que el seu pentinat o maquillatge sobre la seva nova maduresa com a patinadora». Kestnbaum afirma que els companys competidors de Kwan eren millors en com executaven el flux a través del gel, la velocitat i l'alçada dels seus salts i que, tot i que Kwan va mostrar més precaució i control que els seus competidors, va patinar amb «nou poder i emoció en comparació amb el seu jo més jove». Kestnbaum atribueix l'èxit del programa Salomé a la complexa coreografia de Kwan, que presentava una profunditat emocional durant els moments més pesats del programa i freqüents canvis de direcció que sovint portaven inesperadament a girs o salts. Kwan va acabar guanyant Skate America el 1995.
Kwan va guanyar tant el Campionat dels Estats Units com el Mundial el 1996. En l'esdeveniment posterior, va superar el campió defensor Chen Lu en una competició molt ajustada en la qual ambdós competidors van obtenir dos 6.0 perfectes per a la presentació en el patinatge lliure. Va ser la tercera patinadora artística més jove que ostentava els dos títols. La temporada 1996-97 va marcar l'inici d'una ratxa de victòries per a Kwan que va durar més d'un any, des de la tardor de 1995 fins a la tardor de 1996. Tal com va dir Kestnbaum, Kwan es va convertir en la patinadora més consistent i completa en el camp [femení], assumint una mística gairebé llegendària a mesura que continuava madurant com a patinadora artística femenina que posava èmfasi en la bellesa, la musicalitat i les històries dramàtiques relacionades amb l'amor i la mort.
A la temporada 1996–97, Kwan va patinar a Dream of Desdemona (programa curt) i Taj Mahal (skate lliure). Durant aquesta temporada, Kwan va lluitar amb els seus salts a causa d'un creixement, que va afectar el seu equilibri en el seu salt, i problemes amb les botes de patinatge noves que va portar per un contracte d'aval amb el fabricant. Va guanyar el programa curt als US Nationals de 1997, però va caure aviat en el seu patinatge lliure i, com va declarar més tard, va entrar en pànic i va cometre diversos errors més. Va perdre davant Tara Lipinski, que va ocupar el primer lloc en el seu patinatge lliure. Tres setmanes més tard, a la final de la Champion Series, va tornar a perdre davant Lipinski, que va completar més salts amb èxit que Kwan tant en el programa curt com en el patinatge lliure. Al Campionat del Món de 1997, Kwan va ocupar el segon lloc, darrere de Lipinski, que va guanyar la medalla d'or. Kwan va quedar en quart lloc en el seu programa curt a causa d'una combinació de salts infructuosa, mentre que Lipinski va ocupar el primer lloc i Irina Slutskaya, que va perdre el seu salt combinat, va quedar en sisena posició. Els tres patinadors van tenir un bon rendiment durant els seus patins lliures, cadascun guanyant el primer lloc ordinal de tres dels nou jutges. Kwan va guanyar el patinatge lliure, amb Lipinski en segon lloc i Slutskaya en tercer lloc. Els salts de Kwan en el seu patinatge lliure no eren tan difícils com els de Lipinski i Slutskaya, però el seu patinatge entre els seus salts era més complex i demostrava un refinament més polit. Lipinski va ocupar el primer lloc, Kwan va quedar en segon lloc i Slutskaya va quedar en quart lloc darrere de la francesa Vanessa Gusmeroli.
Entrant a la temporada olímpica 1997-98, la premsa nord-americana reprodueix la rivalitat Kwan-Lipinski per tot el que valia. Segons Kestnbaum, els programes de Kwan emfatitzaven la sofisticació i el patinatge pur, cosa que Kestnbaum va anomenar un canvi de ritme de les seves dues temporades anteriors, que presentaven històries dramàtiques. Kestbaum també va anomenar els dos programes de Kwan expressions d'alegria acuradament coreografiades. Per al programa curt de Kwan, va triar la música de piano de Rakhmàninov, i per al seu programa de patinatge gratuït, va triar la música del concert Lyra Angelica de William Alwyn. Va quedar en primer lloc a Skate America, guanyant tant el programa curt com el patinatge lliure, mentre que Lipinski va quedar en segon lloc. També va guanyar Skate Canada, però va patir una fractura d'estrès al peu i es va veure obligada a retirar-se de la seva tercera final de la Champions Series. Kwan va recuperar el seu títol dels Estats Units de Lipinski als Campionats Nacionals de 1998, malgrat el seu dit fracturat. La seva lesió li va impedir intentar la seva combinació de triple dit-triple dit del peu, però va completar els set salts del seu programa gratuït guanyant 6.0s de vuit dels nou jutges. Tal com va dir Kestnbaum, Kwan «va patinar amb una qualitat de flotació transcendent que s'estava convertint en la seva marca registrada». Molta gent considera que les seves actuacions als Campionats dels Estats Units de 1998 són el punt àlgid de la seva carrera tant des del punt de vista tècnic com artístic. Ambdues actuacions li van valer quinze 6.0 perfectes.
Kwan i Lipinski eren co-favorites per guanyar els Jocs Olímpics de 1998 a Nagano, Japó. Kwan va ocupar el primer lloc al programa curt, guanyant vuit primers vots de nou jutges, mentre que Lipinski va quedar en segon lloc. En el patinatge lliure, Kwan, que va patinar primer al grup final, va executar una actuació neta de set triples, però es va col·locar darrere de Lipinski, que també va fer set triples, incloent una combinació de triple bucle/triple bucle i un triple bucle/mig bucle/triple Salchow. El rendiment de Kwan va ser «gràcil i ben mesurat, ple de vores complexes i moviments inusuals, com ara una seqüència de girs en ambdues direccions». Kestnbaum va qualificar el patinatge lliure de Kwan tentiu i lent en comparació amb la seva actuació als Nationals. Els seus salts eren més difícils i més grans que els de Lipinski, però els de Kwan no eren tan alts i no cobrien tant de gel com els dels seus competidors. Els girs de Lipinski van ser més ràpids que els de Kwan. Els jutges van premiar a Lipinski amb puntuacions tècniques més altes i van donar tant a Lipinski com a Kwan les mateixes puntuacions de presentació, la majoria de 5,9 segons, tot i que Lipinski va guanyar el patinatge lliure. Kwan va acabar guanyant la medalla de plata, amb la medalla d'or per a Lipinski i la medalla de bronze per a Chen Lu.
Lipinski i Chen es van retirar del patinatge competitiu poc després dels Jocs Olímpics, mentre que Kwan va guanyar el Campionat del Món de 1998 a Minneapolis.

### Jocs Olímpics de 1998 a 2002

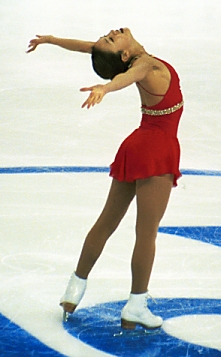
Kwan completant el seu programa llarg de Scheherazade a la final del Gran Premi de patinatge artístic 2001–02 a Ontario, Canadà

Kwan va continuar competint com a patinadora elegible a la temporada 1998–99, tot i que va passar per alt la temporada del Gran Premi de tardor i va optar per patinar en una sèrie d'esdeveniments pro-am fets per a la televisió. Els seus programes competitius regulars aquella temporada van ser Fate of Carmen (programa curt) i Lamento d'Ariane (skate lliure). Kwan va guanyar el seu tercer títol nacional als Campionats dels Estats Units de 1999, competint contra un camp feble. Als Campionats del Món de 1999, Kwan no va patinar el millor possible, i va quedar segona darrere de la competidora russa Maria Butyrskaya.
La victòria de Kwan als Nacionals dels Estats Units del 2000 va ser controvertida per a alguns. Va ser criticada per planificar un salt en solitari més fàcil en el seu programa curt que alguns dels seus competidors (un triple loop en lloc d'un triple flip), i va caure en aquest element a la competició. No obstant això, els jutges van col·locar-la tercera en aquest segment darrere de les rivals més joves Sasha Cohen i Sarah Hughes; però, la col·locació encara la mantenia en la lluita pel títol. Finalment, va guanyar el patinatge lliure amb la millor actuació de la nit, capturant 8 dels 9 ordinals del primer lloc. Als Campionats del Món de 2000, Kwan va tornar a ocupar la tercera posició després del programa curt, darrere de Maria Butyrskaya i Irina Slutskaya. En el seu patinatge lliure, Kwan va aconseguir set triples salts, inclosa una combinació de triple loop/triple toe loop, i va guanyar aquest segment de la competició. Butyrskaya va perdre el seu lideratge principal en acabar tercera darrere de Slutskaya en el patinatge lliure, permetent a Kwan guanyar també el títol general.
Durant la temporada 2000–2001, Kwan va començar a treballar amb la famosa dissenyadora (i antiga patinadora artística) Vera Wang, que va dissenyar la major part dels seus vestits de competició i exhibició durant els següents sis anys. Kwan va ser només la segona patinadora artística per la qual va dissenyar Wang, després de Nancy Kerrigan. Als campionats nacionals d'aquell any, Kwan va tornar a guanyar el títol, rebent els ordinals del primer lloc dels 9 jutges tant en el programa curt com en el patinatge lliure. Als Campionats del Món de 2001, Kwan va quedar segona darrere de Slutskaya en el programa curt. Kwan va guanyar el títol amb el seu patinatge lliure Song of the Black Swan, executant 7 triples, inclosa una combinació de triple loop/triple toe loop.
Kwan i Carroll van decidir posar fi a la seva relació d'entrenador dos dies abans de l'inici de la competició Skate America de 2001. A les entrevistes, Kwan va dir que havia d'assumir la responsabilitat del seu patinatge. Sense entrenador, Kwan va arribar als Campionats dels Estats Units del 2002 a Los Angeles enmig de l'escrutini dels mitjans sobre la seva separació amb Carroll i les inconsistències de la seva temporada. Kwan va guanyar la competició amb un programa curt Rachmaninoff reviscut i un nou programa Sheherazade per al seu patinatge lliure, assegurant-se un lloc a l'equip olímpic de 2002. S'hi van unir a l'equip Sasha Cohen (segona) i Sarah Hughes (tercera). Kwan, de 21 anys, i la russa Irina Slutskaya eren les favorites per guanyar l'or. Kwan va liderar després del programa curt, seguit de Slutskaya, Cohen i Hughes. En el patinatge lliure, Kwan va fer dos peus amb la seva combinació de triple puntera i va caure amb el seu triple flip, mentre que Sarah Hughes va patinar un programa net. Kwan va guanyar la medalla de bronze darrere d'Hughes i Slutskaya. L'últim esdeveniment de la temporada de Kwan va ser el Mundial de 2002, on va guanyar la medalla de plata darrere de Slutskaya.

### 2002–2006

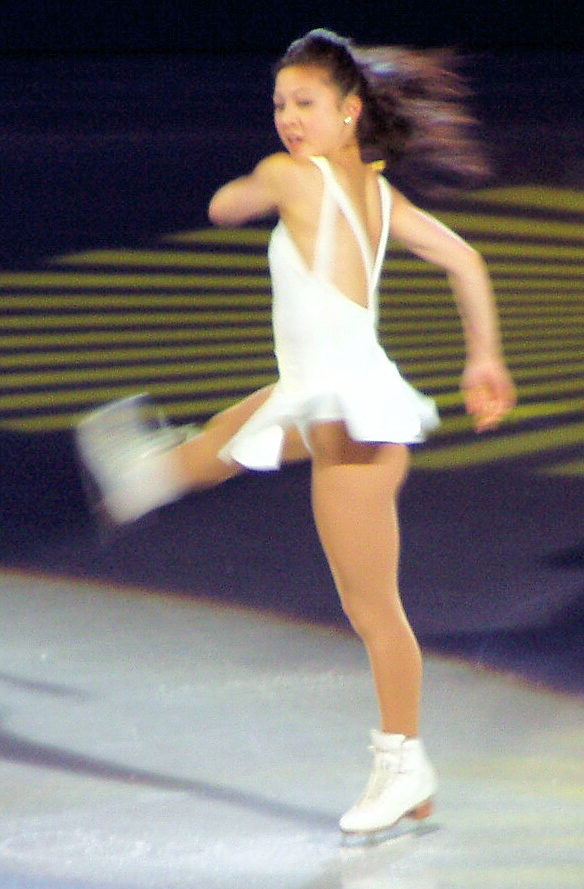
Kwan patinant a Fallin al Campionat del Món de Patinatge Artístic de 2004 a Dortmund, Alemanya

Kwan va començar a treballar amb l'entrenador Scott Williams l'estiu de 2002. Va continuar competint al circuit olímpic, encara que d'una manera més limitada. Durant les temporades de tardor del 2002 al 2004, Kwan va competir en només un esdeveniment del Gran Premi, Skate America a la tardor del 2002, al qual va entrar com a reemplaçament d'última hora. Va guanyar l'esdeveniment i es va classificar per a la final del Gran Premi, però va optar per no competir-hi. Kwan va optar per no competir en esdeveniments de Gran Premi a les temporades 2003 i 2004 on s'utilitzava el nou sistema de puntuació. Kwan va guanyar totes les fases de totes les competicions a les quals va participar en la temporada competitiva 2002–2003 amb els seus programes: The Feeling Begins de Peter Gabriel de The Last Temptation of Christ (programa curt) i Concierto de Aranjuez (skate lliure). Va tornar a guanyar els campionats dels Estats Units i va recuperar el seu títol mundial.
A la tardor de 2003, va contractar com a entrenador el tècnic Rafael Arutyunyan, amb qui va intentar augmentar la dificultat tècnica dels seus programes i perfeccionar la seva tècnica de salt. A la temporada competitiva 2003–2004, va tornar a patinar a The Feeling Begins pel seu programa curt, i Tosca de Puccini pel seu programa llarg. De nou, Kwan va guanyar els campionats dels EUA, guanyant set 6.0 més per a la presentació durant el patinatge lliure. Als Campionats del Món de 2004, després d'una difícil ronda de classificació, Kwan va ser penalitzada en el seu programa curt per haver superat dos segons el límit de temps. Això la va fer que es col·loqués quart en el programa llarg, per darrere de la nord-americana Sasha Cohen, la japonesa Shizuka Arakawa i Miki Ando. Kwan va patinar una actuació neta amb cinc triples i va rebre les últimes notes 6.0 donades als Campionats del Món. Va quedar segona a la part de patinatge lliure (estava a un jutge de guanyar el patinatge lliure) i va quedar tercera a la general, darrere d'Arakawa (que va realitzar set triples, incloses dues combinacions de triple-triple) i Cohen.
Per a la temporada competitiva 2004–2005, Kwan va patinar el seu programa llarg a  Boléro , coreografiat pel ballarí de gel britànic Christopher Dean, que havia patinat amb la música amb Jayne Torvill dues dècades abans, i va estrenar un nou programa curt, Adagio de El ballet Espàrtac d’Aram Khatxaturian. Als Campionats dels Estats Units, va guanyar el seu novè títol, empatant el rècord històric establert anteriorment per Maribel Vinson-Owen. Vinson-Owen havia entrenat Frank Carroll, que al seu torn va entrenar a Kwan. Al Campionat del Món de 2005, Kwan va competir per primera vegada sota el nou sistema de puntuació. Va tenir una dura ronda de classificació i va quedar tercera al programa curt. En el patinatge lliure, Kwan va caure sobre el seu triple salchow i va fer un triple lutz de dos peus. Tot i que va acabar tercera tant a la part de programa curta com a llarga de la competició, Kwan va ser superada per Carolina Kostner per la medalla de bronze i va acabar quarta a la general, perdent el tercer lloc per 0,37 punts. Va ser la primera vegada des de 1995 que Kwan no havia aconseguit medalla en cap competició internacional, i seria la seva última competició.

#### Jocs Olímpics de 2006

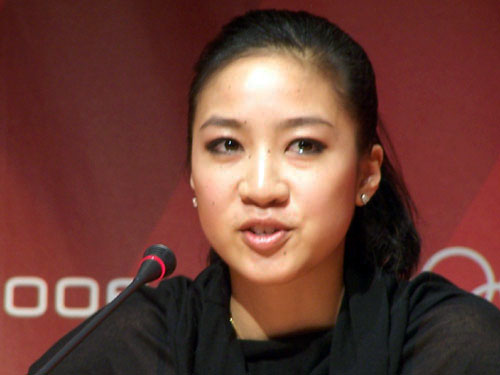
Kwan anunciant la seva retirada dels Jocs Olímpics d'hivern de 2006 a Torí, Itàlia, 12 de febrer de 2006

Kwan va considerar els campionats del Món de 2005 com una experiència d'aprenentatge en el sistema de jutjats ISU. Va continuar entrenant i va declarar que intentaria classificar-se per als Jocs Olímpics de 2006 a Torí, Itàlia. Tanmateix, després d'una lesió al maluc, es va veure obligada a retirar-se de les seves tres competicions previstes a la tardor del 2005. Kwan va patinar el seu nou programa curt (Totentanz) en un esdeveniment fet per a la televisió el desembre de 2005, però la seva actuació va ser molt per sota del seu estàndard habitual. El 4 de gener de 2006, Kwan es va retirar del Campionat dels Estats Units de patinatge artístic amb una lesió abdominal patida el desembre de 2005. Una setmana més tard, va presentar una petició a la USFSA perquè es col·loqui una exempció mèdica a l'equip olímpic de patinatge artístic de 2006. El 14 de gener de 2006, després de l'esdeveniment de patinatge artístic femení dels Estats Units, el Comitè Internacional de la USFSA es va reunir i en una votació de 20 a 3 va aprovar la petició de Kwan amb l'estipulació que mostrés la seva preparació física i competitiva davant un panell de seguiment de cinc membres per 27 de gener.
Kwan va realitzar els seus programes llargs i curts per al panell el dia estipulat, i es va establir el seu lloc a l'equip olímpic, ja que el panell considerava que estava en condicions de competir. Tanmateix, el 12 de febrer de 2006, el Comitè Olímpic dels Estats Units va anunciar que Kwan s'havia retirat dels Jocs després de patir una nova lesió a l'engonal en el seu primer entrenament a Torí. Kwan va remarcar que «respectava massa els Jocs Olímpics per competir». El comitè organitzador de Torí va acceptar la sol·licitud de l'USOC perquè Emily Hughes (que havia acabat tercera als Campionats dels Estats Units) competís com a substituta de Kwan.
Després de la seva retirada de l'equip olímpic, Kwan va rebutjar una oferta per quedar-se a Torí com a comentarista de patinatge artístic per a NBC Sports. Durant una entrevista amb Bob Costas i Scott Hamilton, Kwan va dir que encara no es retirava.
Kwan es va sotmetre a una cirurgia artroscòpica electiva l'agost de 2006 per reparar un esquinçament del labrum al maluc dret, una lesió antiga que es remuntava al 2002. Segons Kwan, la cirurgia li va permetre patinar sense dolor per primera vegada en quatre anys.

### Després del 2006
Kwan no va competir durant la temporada de patinatge artístic 2006–2007.
Kwan va dir a l'Associated Press l'octubre de 2007 que decidiria el 2009 si tenia previst competir als Jocs Olímpics d'hivern de 2010, però finalment va decidir no fer-ho, centrant-se en canvi en l'escola de postgrau. Va dir que «representar els Estats Units com a enviat de la diplomàcia pública nord-americana els darrers tres anys ha estat molt gratificant i en vull fer més». Després de graduar-se a la Universitat de Denver el 2009, Kwan va dir: «Ampliar la meva formació m'aproparà a aquest objectiu i no vull esperar més per continuar el viatge».
El 17 de febrer de 2010, Kwan va dir a ABC News en una entrevista que continuava els seus estudis com a estudiant de postgrau a la Tufts University Fletcher School of Law and Diplomacy, a més de continuar la seva feina com a enviada de diplomàcia pública. Kwan també va dir que comentaria per Good Morning America als Jocs Olímpics d'hivern de 2010.
L'agost de 2009, Kwan va fer la seva primera aparició al gel en diversos anys, actuant a Ice All Stars, un espectacle encapçalat per la campiona del món sud-coreana Yuna Kim a Seül, Corea del Sud. Kim va considerar a Kwan el seu ídol de gran. Kwan també va aparèixer més tard als espectacles All That Skate de Kim a Corea del Sud i Los Angeles.
Va ser escollida com a convidada d'honor per ajudar a obrir una nova pista de patinatge sintètic al complex Marina Bay Sands de Singapur el desembre de 2010, on va interpretar una rutina modificada a Winter Song, un programa que va auto-coreografiar amb la seva germana. Va tornar a Singapur un mes més tard com a enviada de la diplomàcia pública per conèixer estudiants locals i promoure el patinatge sobre gel al país tropical.
A partir de 2008, Kwan és membre de l'organització xino-nord-americana Comitè dels 100. El 2014, Kwan es va unir a Fox Sports 1 per a la seva emissió dels Jocs Olímpics d'hivern.